# ASM Clermont Auvergne-USA Perpignan en rugby à XV
Cet article retrace l'historique détaillé des confrontations entre les deux clubs français de rugby à XV de l'ASM Clermont Auvergne et de l'USA Perpignan.

## Historique
Au mois d'avril 1937, l'AS Montferrand s'impose 3 à 0, après prolongation et une pénalité tardive de Pierre Thiers à la 110e minute, en demi-finale du Championnat de France contre l'USA Perpignan et se qualifie pour la finale. Non contents de ce résultat, les Catalans tentent d'invalider la victoire adverse afin d'obtenir une victoire sur tapis vert. Ces derniers prétendent que le talonneur montferrandais Roger Paul s'appelle en réalité Paul Marcellin et qu'il a été disqualifié à vie sous le maillot de l'US Issoire trois ans auparavant. Cependant, après une enquête, le fait est que le père du joueur, Marcellin Paul, lors de la déclaration de naissance de Roger Paul, a inversé le nom et prénom et Roger Paul s'est retrouvé nommé Marcellin Paul durant une partie de sa vie jusqu'au 31 juillet 1931, jour de son mariage, ou une ordonnance de rectification a corrigé cette erreur. Concernant l'accusation de disqualification, la Fédération française de rugby ne trouve aucune trace de sanction, hormis des faux témoignages, et les Catalans sont incapables d'apporter des preuves pour cette affaire. De ce fait, l'affaire est close.
Dès la saison suivante, en 1937-1938, les deux clubs se jouent en finale du Challenge Yves du Manoir. L'AS Montferrand s'impose 23 à 10 contre l'USA Perpignan et remporte son premier titre dans la compétition ainsi que sa première finale de haut-niveau.
En 1994, l'AS Montferrand et l'USA Perpignan s'affrontent en finale du Challenge Yves du Manoir. Les Perpignanais s'imposent 18 à 3, les Montferrandais subissent une nouvelle défaite en finale seulement une semaine après avoir perdu celle du Championnat de France contre le Stade toulousain.
En 2009, l'ASM Clermont Auvergne et l'USA Perpignan se rencontrent pour la première fois en finale du Championnat de France. Les Perpignanais s'imposent 22 à 13 et remportent leur premier championnat depuis 1955, tandis que les Clermontois perdent leur dixième finale.
L'année suivante, les deux clubs s'affrontent de nouveau en finale de Top 14, l'ASM dispute sa quatrième finale d'affilée. Cette fois-ci, l'ASM Clermont prend sa revanche en s'imposant 19 à 6 et remporte le premier Bouclier de Brennus de son histoire au bout de onze finales.
Lors de la saison 2013-2014 de Top 14, les deux clubs se jouent lors de la dernière journée de la phase régulière au stade Marcel-Michelin de Clermont-Ferrand où l'ASM Clermont est sur une série de 76 victoires d'affilée dans son antre. Les Catalans, avant-dernier, doivent obligatoirement prendre au minimum un point pour espérer se maintenir en Top 14, et compter sur des défaites sans point de bonus défensif de l'Aviron bayonnais et de l'US Oyonnax, tandis que les Auvergnats sont troisièmes du championnat. Finalement, l'ASM Clermont s'impose 25 à 22 et, malgré leur point de bonus défensif, l'USA Perpignan est reléguée en Pro D2 pour la première fois de son histoire.

## Confrontations
| No | Date               | Lieu                                    | Match                                 | Score   | Compétition                             |
| -- | ------------------ | --------------------------------------- | ------------------------------------- | ------- | --------------------------------------- |
| 1  | 3 mars 1929        | Stade Marcel-Michelin, Clermont-Ferrand | AS Montferrand – US Perpignan         | 14 – 0  | Championnat (1re phase)                 |
| 2  | 5 janvier 1930     | Stade Jean-Laffon, Perpignan            | US Perpignan – AS Montferrand         | 3 – 0   | Championnat (1re phase)                 |
| 3  | 3 mars 1935        | Stade Marcel-Michelin, Clermont-Ferrand | AS Montferrand – USA Perpignan        | 0 – 3   | Championnat (1re phase)                 |
| 4  | 17 mars 1935       | Stade Mayol, Toulon                     | AS Montferrand – USA Perpignan        | 3 – 3   | Challenge Yves du Manoir (finale)       |
| 5  | 7 avril 1935       | Stade des Ponts Jumeaux, Toulouse       | USA Perpignan – AS Montferrand        | 6 – 0   | Challenge Yves du Manoir (finale)       |
| 6  | 3 novembre 1935    | Stade Marcel-Michelin, Clermont-Ferrand | AS Montferrand – USA Perpignan        | 3 – 3   | Challenge Yves du Manoir                |
| 7  | 15 novembre 1936   | Stade Jean-Laffon, Perpignan            | USA Perpignan – AS Montferrand        | 3 – 3   | Challenge Yves du Manoir                |
| 8  | 4 avril 1937       | Stade des Ponts Jumeaux, Toulouse       | AS Montferrand – USA Perpignan        | 3 – 0   | Championnat (demi-finale)               |
| 9  | 6 mars 1938        | Stade Mayol, Toulon                     | AS Montferrand – USA Perpignan        | 23 – 10 | Challenge Yves du Manoir (finale)       |
| 10 | 5 mars 1944        | Stade des Ponts Jumeaux, Toulouse       | USA Perpignan – AS Montferrand        | 9 – 4   | Championnat (demi-finale)               |
| 11 | 21 avril 1946      | Stade des Ponts Jumeaux, Toulouse       | AS Montferrand – USA Perpignan        | 14 – 5  | Coupe de France (quart de finale)       |
| 12 | 5 décembre 1948    | Stade Marcel-Michelin, Clermont-Ferrand | AS Montferrand – USA Perpignan        | 19 – 10 | Championnat (1re phase)                 |
| 13 | 13 février 1949    | Stade Aimé-Giral, Perpignan             | USA Perpignan – AS Montferrand        | 0 – 3   | Championnat (1re phase)                 |
| 14 | 20 janvier 1952    | Stade Aimé-Giral, Perpignan             | USA Perpignan – AS Montferrand        | 18 – 8  | Championnat (2e phase)                  |
| 15 | 11 octobre 1953    | Stade Aimé-Giral, Perpignan             | USA Perpignan – AS Montferrand        | 14 – 3  | Challenge Yves du Manoir                |
| 16 | 24 janvier 1954    | Stade Marcel-Michelin, Clermont-Ferrand | AS Montferrand – USA Perpignan        | 0 – 6   | Challenge Yves du Manoir                |
| 17 | 16 janvier 1955    | Stade Marcel-Michelin, Clermont-Ferrand | AS Montferrand – USA Perpignan        | 6 – 17  | Challenge Yves du Manoir                |
| 18 | 4 octobre 1959     | Stade Aimé-Giral, Perpignan             | USA Perpignan – AS Montferrand        | 18 – 8  | Challenge Yves du Manoir                |
| 19 | 24 février 1974    | Stade Paul-Lignon, Rodez                | USA Perpignan – AS Montferrand        | 17 – 6  | Championnat (16e de finale)             |
| 20 | 16 février 1975    | Stade Marcel-Michelin, Clermont-Ferrand | AS Montferrand – USA Perpignan        | 47 – 4  | Challenge Jules-Cadenat                 |
| 21 | 8 septembre 1975   | Stade Aimé-Giral, Perpignan             | USA Perpignan – AS Montferrand        | 16 – 0  | Challenge Jules-Cadenat                 |
| 22 | 11 avril 1976      | Stade Georges-Pompidou, Valence         | AS Montferrand – USA Perpignan        | 18 – 3  | Championnat (8e de finale)              |
| 23 | 6 septembre 1976   | Stade Aimé-Giral, Perpignan             | USA Perpignan – AS Montferrand        | 28 – 12 | Challenge Yves du Manoir                |
| 24 | 7 décembre 1976    | Stade Marcel-Michelin, Clermont-Ferrand | AS Montferrand – USA Perpignan        | 23 – 12 | Challenge Yves du Manoir                |
| 25 | 17 décembre 1978   | Stade Marcel-Michelin, Clermont-Ferrand | AS Montferrand – USA Perpignan        | 12 – 15 | Championnat                             |
| 26 | 8 avril 1979       | Stade Aimé-Giral, Perpignan             | USA Perpignan – AS Montferrand        | 19 – 6  | Championnat                             |
| 27 | 21 septembre 1980  | Stade Aimé-Giral, Perpignan             | USA Perpignan – AS Montferrand        | 11 – 3  | Championnat                             |
| 28 | 18 janvier 1981    | Stade Marcel-Michelin, Clermont-Ferrand | AS Montferrand – USA Perpignan        | 12 – 6  | Championnat                             |
| 29 | 25 octobre 1981    | Stade Marcel-Michelin, Clermont-Ferrand | AS Montferrand – USA Perpignan        | 14 – 9  | Championnat                             |
| 30 | 28 février 1982    | Stade Aimé-Giral, Perpignan             | USA Perpignan – AS Montferrand        | 20 – 14 | Championnat                             |
| 31 | 29 août 1982       | Stade Aimé-Giral, Perpignan             | USA Perpignan – AS Montferrand        | 12 – 6  | Challenge Yves du Manoir                |
| 32 | 14 novembre 1982   | Stade Marcel-Michelin, Clermont-Ferrand | AS Montferrand – USA Perpignan        | 26 – 12 | Challenge Yves du Manoir                |
| 33 | 23 octobre 1983    | Stade Aimé-Giral, Perpignan             | USA Perpignan – AS Montferrand        | 15 – 8  | Championnat                             |
| 34 | 5 février 1984     | Stade Marcel-Michelin, Clermont-Ferrand | AS Montferrand – USA Perpignan        | 26 – 6  | Championnat                             |
| 35 | 11 mars 1985       | Romans-sur-Isère                        | AS Montferrand – USA Perpignan        | 15 – 6  | Challenge Yves du Manoir (8e de finale) |
| 36 | 10 novembre 1985   | Stade Aimé-Giral, Perpignan             | USA Perpignan – AS Montferrand        | 18 – 9  | Championnat                             |
| 37 | 12 janvier 1986    | Stade Marcel-Michelin, Clermont-Ferrand | AS Montferrand – USA Perpignan        | 13 – 3  | Championnat                             |
| 38 | 8 décembre 1991    | Stade Marcel-Michelin, Clermont-Ferrand | AS Montferrand – USA Perpignan        | 15 – 12 | Championnat                             |
| 39 | 15 mars 1992       | Stade Aimé-Giral, Perpignan             | USA Perpignan – AS Montferrand        | 16 – 16 | Championnat                             |
| 40 | 4 juin 1994        | Stade Maurice-Boyau, Dax                | USA Perpignan – AS Montferrand        | 18 – 3  | Challenge Yves du Manoir (finale)       |
| 41 | 26 août 1995       | Stade Marcel-Michelin, Clermont-Ferrand | AS Montferrand – USA Perpignan        | 15 – 3  | Challenge Yves du Manoir                |
| 42 | 12 mai 1996        | Avignon                                 | AS Montferrand – USA Perpignan        | 32 – 16 | Barrages conférence européenne          |
| 43 | 29 septembre 1996  | Stade Marcel-Michelin, Clermont-Ferrand | AS Montferrand – USA Perpignan        | 28 – 3  | Championnat                             |
| 44 | 8 mars 1997        | Stade Aimé-Giral, Perpignan             | USA Perpignan – AS Montferrand        | 18 – 17 | Championnat                             |
| 45 | 13 septembre 1998  | Stade Marcel-Michelin, Clermont-Ferrand | AS Montferrand – USA Perpignan        | 42 – 16 | Championnat                             |
| 46 | 17 janvier 1999    | Stade Aimé-Giral, Perpignan             | USA Perpignan – AS Montferrand        | 33 – 15 | Championnat                             |
| 47 | 2 décembre 2001    | Stade Marcel-Michelin, Clermont-Ferrand | AS Montferrand – USA Perpignan        | 45 – 14 | Championnat                             |
| 48 | 9 mars 2002        | Stade Aimé-Giral, Perpignan             | USA Perpignan – AS Montferrand        | 29 – 21 | Championnat                             |
| 49 | 31 mars 2002       | Stade Aimé-Giral, Perpignan             | USA Perpignan – AS Montferrand        | 21 – 27 | Championnat (play-off)                  |
| 50 | 11 mai 2002        | Stade Marcel-Michelin, Clermont-Ferrand | AS Montferrand – USA Perpignan        | 21 – 12 | Championnat (play-off)                  |
| 51 | 10 septembre 2004  | Stade Aimé-Giral, Perpignan             | USA Perpignan – ASM Clermont Auvergne | 43 – 10 | Top 16                                  |
| 52 | 19 février 2005    | Stade Marcel-Michelin, Clermont-Ferrand | ASM Clermont Auvergne – USA Perpignan | 21 – 6  | Top 16                                  |
| 53 | 17 septembre 2005  | Stade Aimé-Giral, Perpignan             | USA Perpignan – ASM Clermont Auvergne | 34 – 25 | Top 14                                  |
| 54 | 3 mars 2006        | Stade Marcel-Michelin, Clermont-Ferrand | ASM Clermont Auvergne – USA Perpignan | 15 – 20 | Top 14                                  |
| 55 | 26 août 2006       | Stade Marcel-Michelin, Clermont-Ferrand | ASM Clermont Auvergne – USA Perpignan | 25 – 12 | Top 14                                  |
| 56 | 25 novembre 2006   | Stade Aimé-Giral, Perpignan             | USA Perpignan – ASM Clermont Auvergne | 32 – 15 | Top 14                                  |
| 57 | 9 février 2008     | Stade Aimé-Giral, Perpignan             | USA Perpignan – ASM Clermont Auvergne | 18 – 17 | Top 14                                  |
| 58 | 17 mai 2008        | Stade Marcel-Michelin, Clermont-Ferrand | ASM Clermont Auvergne – USA Perpignan | 29 – 15 | Top 14                                  |
| 59 | 21 juin 2008       | Stade Vélodrome, Marseille              | ASM Clermont Auvergne – USA Perpignan | 21 – 7  | Top 14 (demi-finale)                    |
| 60 | 22 novembre 2008   | Stade Marcel-Michelin, Clermont-Ferrand | ASM Clermont Auvergne – USA Perpignan | 29 – 9  | Top 14                                  |
| 61 | 25 avril 2009      | Stade Aimé-Giral, Perpignan             | USA Perpignan – ASM Clermont Auvergne | 20 – 16 | Top 14                                  |
| 62 | 6 juin 2009        | Stade de France, Saint-Denis            | USA Perpignan – ASM Clermont Auvergne | 22 – 13 | Top 14 (finale)                         |
| 63 | 26 septembre 2009  | Stade Aimé-Giral, Perpignan             | USA Perpignan – ASM Clermont Auvergne | 19 – 3  | Top 14                                  |
| 64 | 5 mars 2010        | Stade Marcel-Michelin, Clermont-Ferrand | ASM Clermont Auvergne – USA Perpignan | 22 – 17 | Top 14                                  |
| 65 | 29 mai 2010        | Stade de France, Saint-Denis            | ASM Clermont Auvergne – USA Perpignan | 19 – 6  | Top 14 (finale)                         |
| 66 | 13 août 2010       | Stade Aimé-Giral, Perpignan             | USA Perpignan – ASM Clermont Auvergne | 21 – 13 | Top 14                                  |
| 67 | 29 décembre 2010   | Stade Marcel-Michelin, Clermont-Ferrand | ASM Clermont Auvergne – USA Perpignan | 22 – 16 | Top 14                                  |
| 68 | 21 octobre 2011    | Stade Aimé-Giral, Perpignan             | USA Perpignan – ASM Clermont Auvergne | 3 – 39  | Top 14                                  |
| 69 | 24 mars 2012       | Stade Marcel-Michelin, Clermont-Ferrand | ASM Clermont Auvergne – USA Perpignan | 29 – 23 | Top 14                                  |
| 70 | 1er septembre 2012 | Stade Marcel-Michelin, Clermont-Ferrand | ASM Clermont Auvergne – USA Perpignan | 53 – 31 | Top 14                                  |
| 71 | 25 janvier 2013    | Stade Aimé-Giral, Perpignan             | USA Perpignan – ASM Clermont Auvergne | 26 – 19 | Top 14                                  |
| 72 | 29 novembre 2013   | Stade Aimé-Giral, Perpignan             | USA Perpignan – ASM Clermont Auvergne | 23 – 30 | Top 14                                  |
| 73 | 3 mai 2014         | Stade Marcel Michelin, Clermont-Ferrand | ASM Clermont Auvergne – USA Perpignan | 25 – 22 | Top 14                                  |
| 74 | 29 décembre 2018   | Stade Aimé-Giral, Perpignan             | USA Perpignan – ASM Clermont Auvergne | 16 – 37 | Top 14                                  |
| 75 | 4 mai 2019         | Stade Marcel Michelin, Clermont-Ferrand | ASM Clermont Auvergne – USA Perpignan | 35 – 13 | Top 14                                  |
| 76 | 27 novembre 2021   | Stade Aimé-Giral, Perpignan             | USA Perpignan – ASM Clermont Auvergne | 26 – 24 | Top 14                                  |
| 77 | 26 février 2022    | Stade Marcel Michelin, Clermont-Ferrand | ASM Clermont Auvergne – USA Perpignan | 52 – 12 | Top 14                                  |
| 78 | 15 octobre 2022    | Stade Aimé-Giral, Perpignan             | USA Perpignan – ASM Clermont Auvergne | 10 – 20 | Top 14                                  |
| 79 | 7 janvier 2023     | Stade Marcel Michelin, Clermont-Ferrand | ASM Clermont Auvergne – USA Perpignan | 31 – 20 | Top 14                                  |
| 80 | 26 août 2023       | Stade Marcel Michelin, Clermont-Ferrand | ASM Clermont Auvergne – USA Perpignan | 38 – 14 | Top 14                                  |
| 81 | 11 mai 2024        | Stade Aimé-Giral, Perpignan             | USA Perpignan – ASM Clermont Auvergne | 28 – 35 | Top 14                                  |
| 82 | 28 septembre 2024  | Stade Aimé-Giral, Perpignan             | USA Perpignan – ASM Clermont Auvergne | 33 – 3  | Top 14                                  |
| 83 | 17 mai 2025        | Stade Marcel Michelin, Clermont-Ferrand | ASM Clermont Auvergne – USA Perpignan | 31 – 13 | Top 14                                  |

## Statistiques

### Matchs invaincus
- Clermont : 5 à une reprise (2 ans)
- Perpignan : 6 à deux reprises (7 et 23 ans)

### Total
- Nombre de rencontres : 83
- Premier match gagné par les Clermontois : 3 mars 1929 (no 1)
- Premier match gagné par les Perpignanais : 5 janvier 1930 (no 2)
- Dernier match gagné par les Clermontois : 17 mai 2025
- Dernier match gagné par les Perpignanais : 28 septembre 2024
- Plus grand nombre de points marqués par les Clermontois : 53 points le 1er septembre 2012 (gagné)
- Plus grand nombre de points marqués par les Perpignanais : 43 points le 10 septembre 2004 (gagné)
- Plus grande différence de points dans un match gagné par les Clermontois : +40 le 26 février 2022
- Plus grande différence de points dans un match gagné par les Perpignanais : +33 le 10 septembre 2004
- Meilleur réalisateur clermontois sur ces confrontations: Brock James, 138 points
- Meilleur réalisateur perpignanais sur ces confrontations: Jérôme Porical, 55 points

### Bilan
- Nombre de rencontres : 83
- Victoires clermontoises: 44
- Victoires perpignanaises : 35
- Matchs nuls : 4